# Schwarzach (Vorarlberg)
Schwarzach ist eine Gemeinde im Bezirk Bregenz im österreichischen Bundesland Vorarlberg mit 3854 Einwohnern (Stand 1. Jänner 2025).

## Geografie
Schwarzach liegt im westlichsten Bundesland Österreichs, Vorarlberg, im Bezirk Bregenz südlich des Bodensees auf 433 Metern Höhe. 29,1 % der Fläche sind bewaldet.
Es existieren keine weiteren Katastralgemeinden in Schwarzach.

### Nachbargemeinden
Die Gemeinde Schwarzach ist eine der Gemeinden Vorarlbergs mit den wenigsten Nachbargemeinden. Nur drei andere Gemeinden haben eine gemeinsame Gemeindegrenze mit Schwarzach. Dies sind die Marktgemeinde Wolfurt und die Gemeinde Bildstein im Bezirk Bregenz sowie die Stadt Dornbirn im gleichnamigen Bezirk Dornbirn.
| Wolfurt |                                             | Bildstein |
|         | Kompassrose, die auf Nachbargemeinden zeigt |           |
|         | Dornbirn (DO)                               |           |

## Geschichte
Die Besiedelung des Bregenzerwaldes erfolgt u. a. über den Steußberg und den Linzenberg in Schwarzach. Als Siedlung wird Schwarzach (als „Swarzahe“) erstmals in einem Schreiben vom 17. September 1249 von Papst Innozenz IV erwähnt, in welchem er die Besitzungen des Klosters Mehrerau bestätigt. Der Ort gehörte zum Niedergericht Hofsteig. Auf den 6. Jänner 1330 wird im Kloster Weingarten eine gefälschte Urkunde hergestellt, in welcher „Shwarzahe“ als Grafensitz und Hauptort der Grafschaft Rheingau bezeichnet wird. Graf soll Marquardus sein, ein Sohn von Graf Rudolf von Ems und Irmgard von Calw.
Mit der Teilung der Grafschaft Bregenz am 5. November 1338 wird die Schwarzach zum Grenzfluss zwischen den Grafschaften Montfort-Feldkirch und Montfort-Tettnang-Bregenz. Zusammen mit einem Teil der Herrschaft Bregenz kam der Ort 1451 an Österreich. Die Habsburger regierten die Orte in Vorarlberg wechselnd von Tirol und Vorderösterreich (Freiburg im Breisgau) aus.
1468 wurde mit Erlaubnis des Abtes von Mehrerau, Johann III., am Fuße des Linzenberges (auf dem heutigen Friedhof) eine Kapelle gebaut und eine Kaplanei errichtet (die Kapelle wurde 1802 abgebrochen und 1803 eine neue gebaut). Durch die Gründung der Pfarre Wolfurt 1512 wurde die Bindung zur Pfarre Alberschwende, der Schwarzach seit 1180 angehörte, aufgehoben und kam Schwarzach (Hofsteig) seelsorgerisch zu dieser Pfarre (bis 1824).
1527 kaufte Ritter Max Sittich von Ems von Margarethe Pfannerin den Hof zu Schwarzach. 1640 wurden am Linzenberg Schanzarbeiten im Zuge des Dreißigjährigen Krieges durchgeführt, und 1647 kam es zu Kämpfen (Schwedenkrieg).
1774 wurde im Ort eine Volksschule gegründet und 1787 ein eigenes Schulhaus gebaut. 1788 wurde das bisherige Almende im Ried unter den 52 Schwarzacher Vollbürgern aufgeteilt.
Das 18. Jahrhundert war für den Ort auch eine Zeit der verkehrsmäßig besseren Erschließung. 1768 wurde die Landstraße durch das Ried fertiggestellt, 1768 bis 1771 die „gemeine“ Landstraße von Bregenz nach Feldkirch ausgebaut und 1785 die erste Fahrstraße über den Linzenberg nach Alberschwende gebaut. 1837 wurde wieder ein Großprojekt im Straßenbau beendet, der Bau der Schwarzachtobelstraße.
Im 19. Jahrhundert und bis etwas über die Mitte des 20. Jahrhunderts war die Erzeugung, der Handel und die Lohnveredelung von Wetzsteinen in Schwarzach ein bedeutender Produktionszweig und wichtiger Arbeitgeber für die überwiegend ländliche Bevölkerung (siehe: Wetzsteinerzeugung im Schwarzachtobel).
Von 1805 bis 1814 gehörte der Ort zu Bayern, dann wieder zu Österreich. Zum österreichischen Bundesland Vorarlberg gehört Schwarzach seit dessen Gründung 1918.
Nach einer Aufzeichnung des Landammanns Schneider aus dem Jahr 1808 hatte Schwarzach 281 Einwohner, 73 Häuser und 130 Kühe. Noch 1817 kam es zu einer Hungersnot.
Die Schwarzach war lange Zeit ein Grenzfluss, und noch bis 1824 gehörte der linke Teil des Gebietes zur Pfarre Dornbirn und der rechte (seit 1512) zur Pfarre Wolfurt, die Parzelle Ingrüne zu Bildstein. 1824 wurde das Gemeindegebiet von Schwarzach eine eigene Pfarrei (der Pfarrhof wurde 1821 neben dem Friedhof gebaut).
1859 wurde in Schwarzach ein Postamt im Gasthof „Löwen“ eröffnet, 1868 bis 1869 die heute noch bestehenden Arkaden um den Friedhof gebaut. 1869 fand die erste Vorarlberger Industrieausstellung in Schwarzach statt. Der 1876 eingerichtete Gendarmerieposten wurde 1977 aufgelöst.
Der Ort war 1945 bis 1955 Teil der französischen Besatzungszone in Österreich.
2010 wurde ein neues Dorfzentrum geschaffen. Die Gemeinde Schwarzach wurde für diese Bemühungen zur Schaffung eines kommunikativen Dorfzentrums mit dem Europäischen Dorferneuerungspreis ausgezeichnet.

### Bevölkerungsentwicklung
Der Ausländeranteil lag Ende 2002 bei 12,2 Prozent.

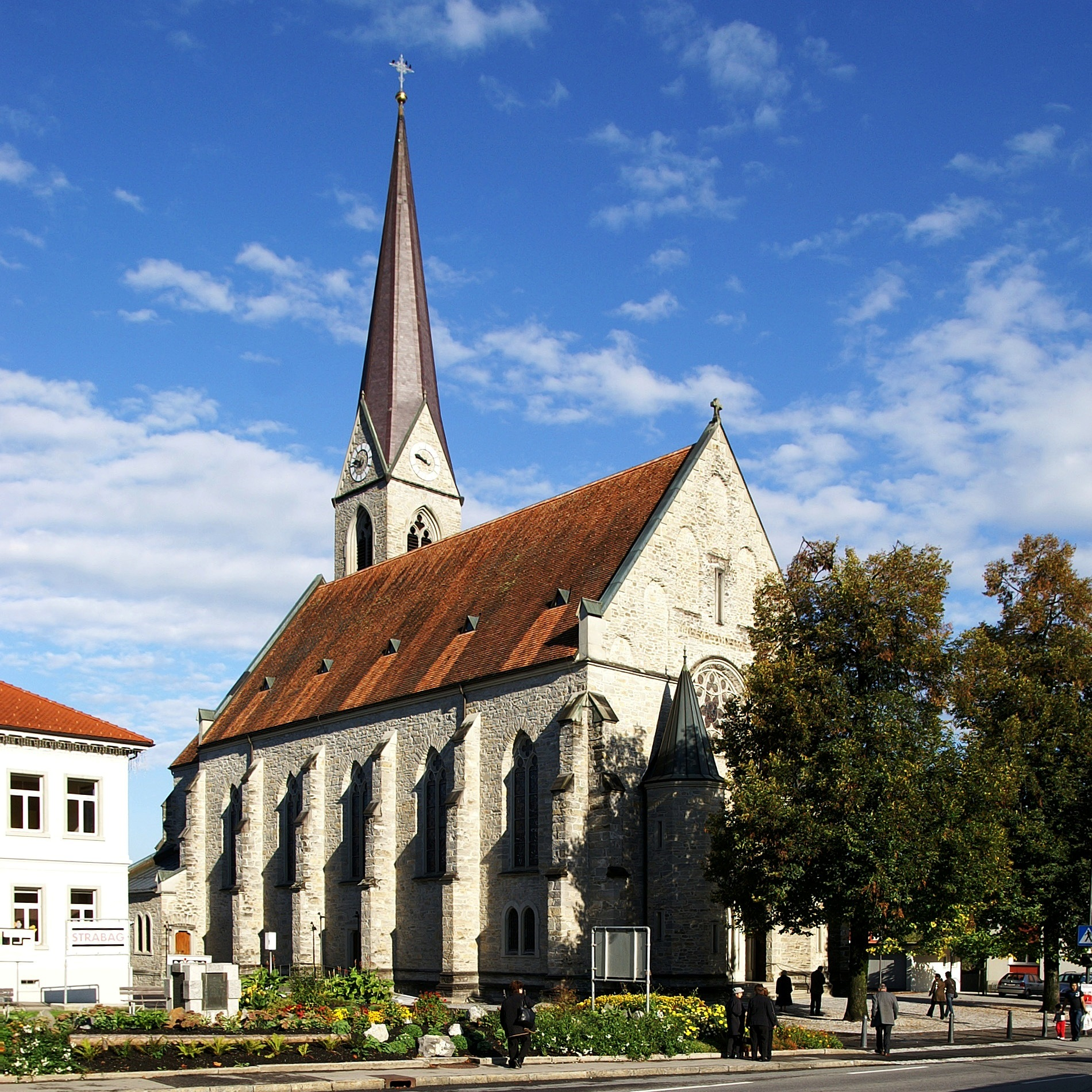
Pfarrkirche hl. Sebastian

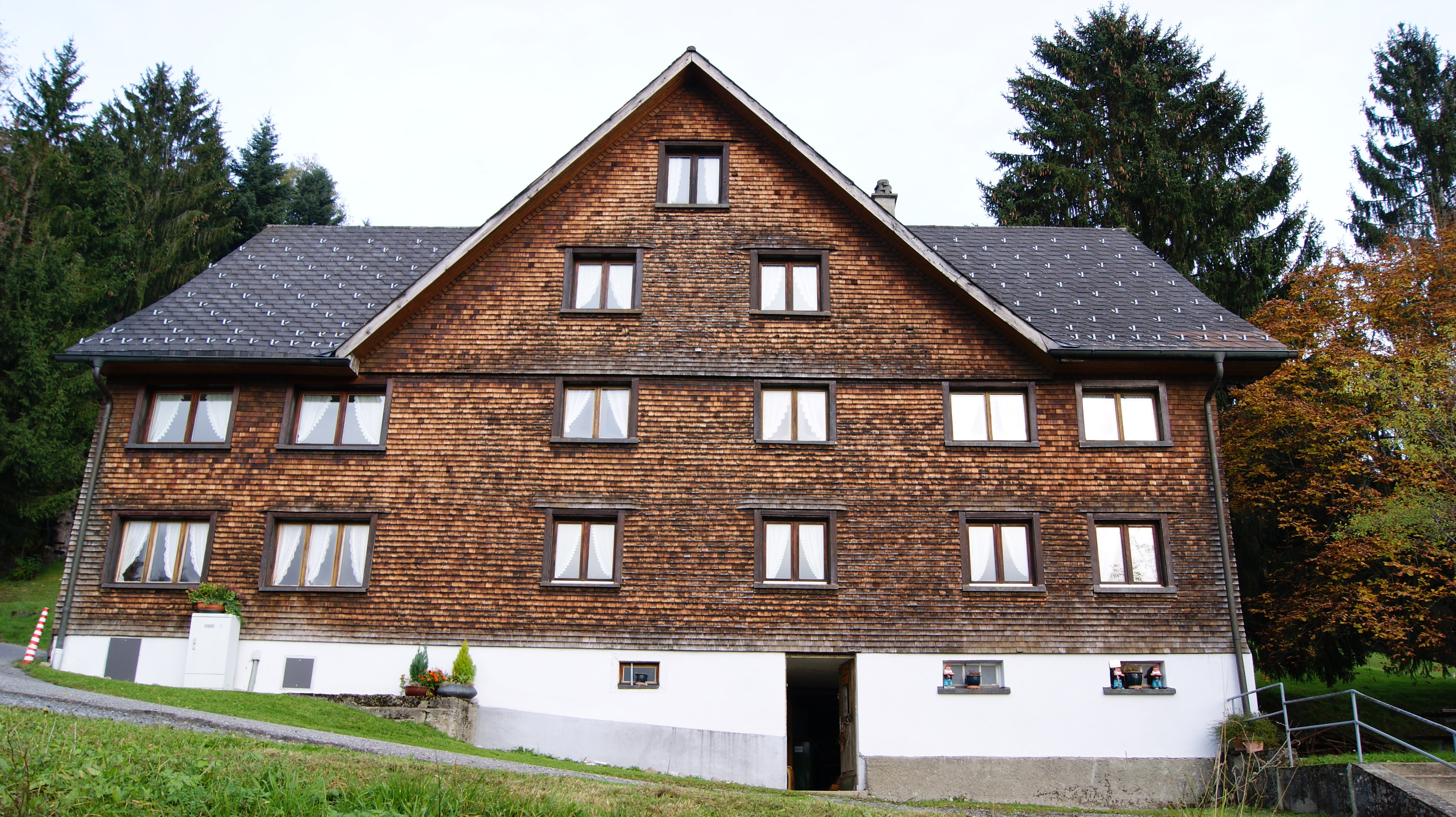
Bad Ingrüne, ehemaliges Schwefelbad, Gasthaus, nun Ferienhaus

## Kultur und Sehenswürdigkeiten

### Bauwerke
- Pfarrkirche Schwarzach: 1468 stand hier eine Sebastianskapelle. 1901 bis 1903 wurde ein neues Kirchengebäude an heutiger Stelle nach Plan von Peter Huter durch Josef Kröner errichtet.
- Lourdeskapelle: Der neugotische Rechteckbau wurde nach Plänen von Georg Baumeister erbaut.
- Kapelle Linzenberg, kleine lichte Kapelle am Linzenberg.
- Heimatmuseum Schwarzach
- Heilbad Ingrüne: Das Bad Ingrüne in Schwarzach mit Schwefelquellen bestand jedenfalls schon im 18. Jahrhundert und hatte damals seine Hochzeit. Im 19. Jahrhundert sank die Beliebtheit stark ab, und es wurde seither vermehrt auf die Sommerfrische und die Bewirtung von Gästen abgestellt.[12] Anlässlich des Verkaufs des Hauses 1957 wurde das Wasser untersucht und festgestellt, dass die Quellen kaum mehr Minerale führen. Der Badebetrieb war bereits in der Zwischenkriegszeit eingestellt worden. Die Quellen sind heute noch gefasst und fließen. Im Kellergeschoß des Hauses sind noch einige Einrichtungen aus der Zeit des Badebetriebs erhalten, aber in desolatem Zustand. Das Haus wird heute fallweise für Ferienzwecke vermietet.

### Vereine
Der älteste Verein, der jedoch mehrfache Neugründungen, Namensänderungen und eine Zusammenlegung aufzuweisen hat, ist die heutige Bürgermusik Schwarzach (erste Gründung 1856). Der Verein, der durchwegs die längste Kontinuität aufzuweisen hat, ist die 1877 gegründete Freiwillige Feuerwehr Schwarzach. 1898 wurde ein Turnverein gegründet und am 22. Jänner 1899 der bis heute bestehende Bienenzuchtverein.

## Wirtschaft und Infrastruktur
Im Jahr 2003 gab es am Ort 82 Betriebe der gewerblichen Wirtschaft mit 1454 Beschäftigten und 78 Lehrlingen. Lohnsteuerpflichtige Erwerbstätige gab es 1529. Landwirtschaft spielt eine wichtige Rolle. Der Anteil der landwirtschaftlichen Flächen an der Gesamtfläche liegt bei 47 %.

### Unternehmen
- Rieger Orgelbau: 1946 wurde die Orgelbaufirma nach Schwarzach verlegt.
- Russmedia: Medien-Konzern, mit den Vorarlberger Nachrichten, Neue Vorarlberger Tageszeitung, Wann&Wo, Vorarlberg Online sowie dem Radiosender Antenne Vorarlberg.

### Verkehr
- Straße: Seit dem Jahr 2009 verläuft die Bregenzerwaldstraße (Bundesstraße 200) durch den zwischen Dornbirn und Alberschwende errichteten Achraintunnel und hat eine direkte Verbindung zur Autobahnauffahrt Dornbirn-Nord und damit zur Rheintal/Walgau Autobahn (A14). Diese neue Straßenführung entlastet Schwarzach und bindet den Bregenzerwald direkter an das Autobahnnetz an.

### Bildung
Im Jänner 2003 gab es im Ort 407 Schüler. In Schwarzach gibt es zwei Kindergärten. Ebenfalls gibt es eine Mittelschule mit sprachlichem und technischem Schwerpunkt.

## Politik

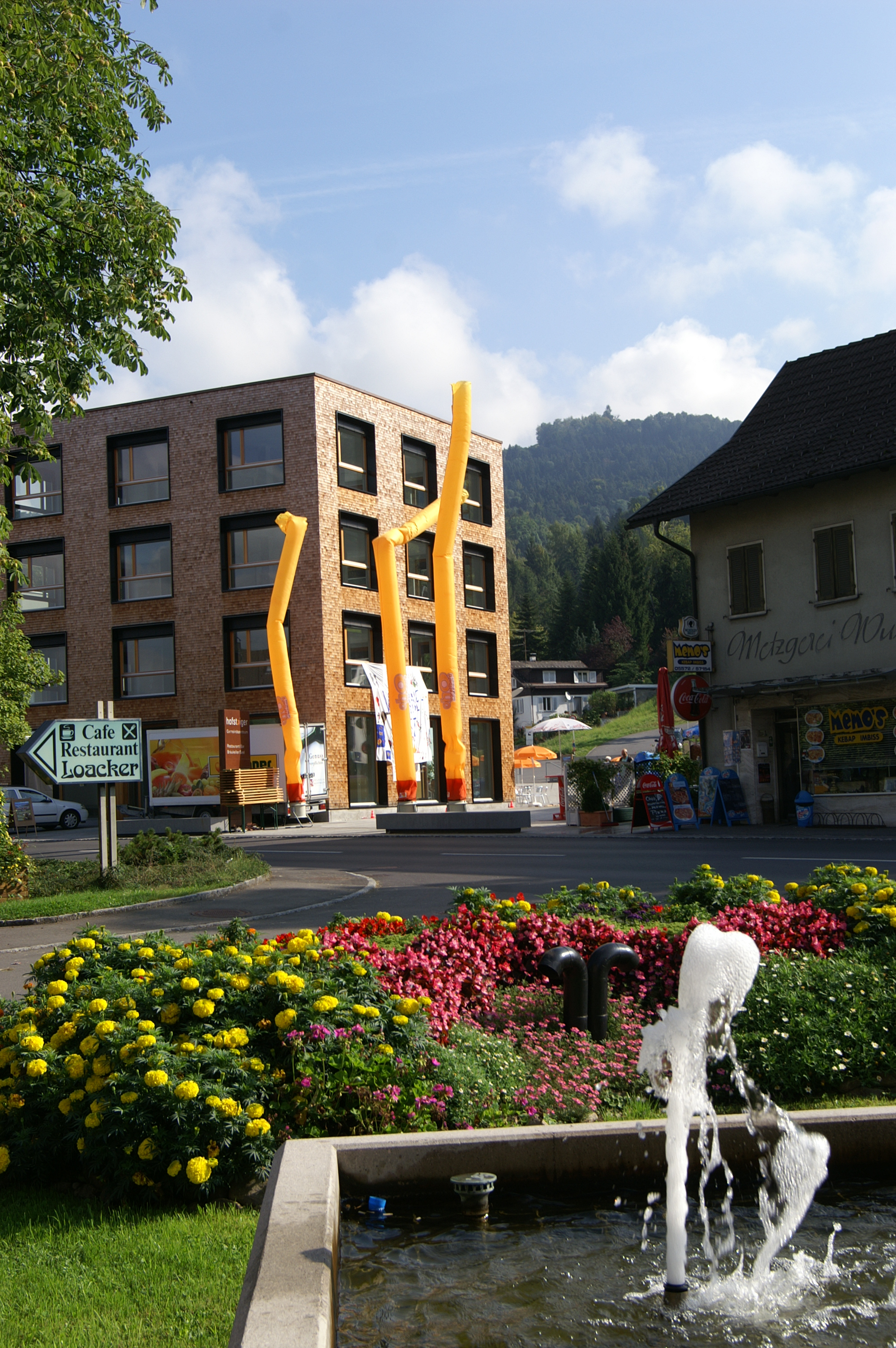
„Hofsteiger“ Gemeindezentrum

### Gemeindevertretung
In Vorarlberg wählen die Bürger alle fünf Jahre die Mitglieder der Gemeindevertretung durch Ankreuzen eines Listen-Wahlvorschlages bzw. durch Mehrheitswahl wenn kein Listenvorschlag vorliegt. Weiters den Bürgermeister durch Ankreuzen eines Wahlvorschlages.
Die Gemeindevertretung wählt in der konstituierenden Sitzung aus ihrer Mitte – sofern keine Wahl durch die Bürger zustande kam – gemäß § 61 Gemeindegesetz einen Bürgermeister und dann einen mindestens dreiköpfigen Gemeindevorstand. Die Zahl dieser „Gemeinderäte“ darf aber gemäß § 55 den vierten Teil der Zahl der Gemeindevertreter nicht übersteigen.
Der Bürgermeister führt den Vorsitz bei den generell öffentlichen Sitzungen der Gemeindevertretung, in denen kommunale Belange besprochen und Beschlüsse gefasst werden. Beobachter haben kein Mitspracherecht und kein Stimmrecht. Die Gemeindevertretung kann nach Bedarf Ausschüsse bestellen. Sitzungen des Gemeindevorstandes und der Ausschüsse sind nicht öffentlich.

#### Sitzverteilung nach den Wahlen
- Gemeindevertretungswahlen 1985: UWG 1) Bgm. H.Leite 16, ÖVP 7, SPÖ 1.[15]
- Gemeindevertretungswahlen 1990: UWG 1) Bgm. H.Leite 17, ÖVP 5, SPÖ 2.[16]
- Gemeindevertretungswahlen 1995: UWG 1) Bgm. Helmut Leite 16, ÖVP 4, LIF 2, GRÜNE 1, SPÖ 1.[17]
- Gemeindevertretungswahlen 2000: UWG 1) Bgm. Helmut Leite 14, ÖVP 6, GRÜNE 2, SPÖ 1, Neue Liste 1.[18]
- Gemeindevertretungswahlen 2005: UWG 1) Bgm. Helmut Leite 15, ÖVP 4, GRÜNE 3, SPÖ 2.[19]
- Gemeindevertretungswahlen 2010: ÖVP 12, UWG 1) Horst Fertschnig 9, GRÜNE 2, SPÖ 1.[20]
- Gemeindevertretungswahlen 2015: Für Schwarzach – Team Manfred Flatz 17, GRÜNE 5, SPÖ 2.[21]
- Gemeindevertretungswahlen 2020: Für Schwarzach – Team Thomas Schierle 18. GRÜNE 6.[22]
- Gemeindevertretungswahlen 2025: Für Schwarzach – Team Thomas Schierle 24.[23]

### Bürgermeister
Vorsteher bzw. Bürgermeister
- 1802–1810 Anton Schertler
- 1810–1823 Jakob Flatz
- 1823–1826 Johann Schertler
- 1826–1838 Adam Sutterlütti, vlg. Sonnenwirt
- 1838–1850 Johann Georg Vögel
- 1850–1853 Johann Troll
- 1853–1857 Johann Georg Vögel
- 1857–1872 Gebhard Schwärzler
- 1872–1888 Johann Georg Troll
- 1888–1910 Johann Kohler
- 1910–1914 Johann Schwendinger
- 1914–1919 Johann Georg Troll
- 1919–1936 Georg Schwendinger
- 1936–1938 Heinrich Schertler
- 1938–1945 Franz Meusburger
- 1945–1948 Josef Stadelmann[25]
- 1948–1950 August Grabher[25]
- 1950–1955 Josef Schertler[25]
- 1955–1979 Josef (Peppe) Vonach (UWG 1))[25]
- 1979–2010 Helmut Leite (UWG 1))[25][26]
- 2010 – 2019 Manfred Flatz (ÖVP, FÜR Schwarzach)[27]
- seit 9. Mai 2019 Thomas Schierle (FÜR Schwarzach)[28][29]

### Wappen
Das Wappen der Gemeinde Schwarzach wurde von der Vorarlberger Landesregierung am 20. Oktober 1928 verliehen. Es ist dies ein silberner Schild, der von einem gewellten schwarzen Pfahle durchzogen wird, in dem drei nach links gewendete silberne Barsche übereinander erscheinen. Den Schild umgibt eine ornamentierte bronzefarbene Randeinfassung.

## Persönlichkeiten

### Ehrenbürger der Gemeinde
- 2019: Helmut Leite (* 1948), Politiker, Bürgermeister von Schwarzach 1979–2010[26]

### Söhne und Töchter der Gemeinde
- Gebhard Schwärzler (1815–1896), Politiker und Fabrikant
- Josef Behmann (1880–1932), Orgelbauer
- Alfons Troll (1889–1964), Landesstatthalter von Vorarlberg
- Johann Böhler (1890–1971), Politiker (VdU/FPÖ) und Fabrikant
- Josef Schelling (1909–1983), Politiker (FPÖ) und Maschinenfabrikant
- Toni Hiebeler (1930–1984), Publizist und Alpin-Fotograf
- Hans Kohler (* 1947), Politiker (ÖVP)
- Veronika Mayerhofer (* 1992), Skilangläuferin

### Mit der Gemeinde verbundene Persönlichkeiten
- Albert Bechtold (1885–1965), Bildhauer
- Anton Behmann (1850–1932), Orgelbauer
- Silvia Benzer (* 1959), Politikerin (FPÖ) und Volksschuldirektorin
- Norbert Mayer (* 1958), Schriftsteller
- Martina Pointner (* 1973), Politikerin (NEOS) und Kommunikationsberaterin
- Oliver Polzer (* 1972), Sportmoderator und -kommentator
- Marco Spitzar (* 1964), Konzeptkünstler und Medienfachmann
- Fridolin Stadelmann (1877–1948), Politiker (CSP/ÖVP) und Sägewerkbesitzer